# سه قلعه (زهک)
سه قلعه جهانتیغ(زهک)، روستایی از توابع بخش مرکزی شهرستان زهک در استان سیستان و بلوچستان ایران است که اکثر افراد آن به نام خانوادگی (جهانتیغ،فیروزجهانتیغ،فیروزی جهانتیغ، فیروزی و... است.

## جمعیت
این روستا در دهستان زهک قرار دارد و براساس سرشماری مرکز آمار ایران در سال ۱۳۸۵، جمعیت آن ۲۷۹ نفر (۶۰خانوار) بوده‌است.